# Clemens Diederik Hendrik Schneider

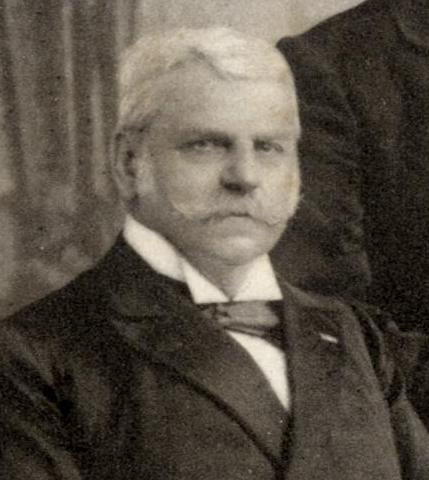
Clemens Diederik Hendrik Schneider in 1894

Clemens Diederik Hendrik Schneider (Grave, 12 oktober 1832 – 's-Gravenhage, 16 december 1925) was een Nederlandse militair en politicus.
Schneider was officier bij de artillerie, was katholiek en had liberale sympathieën. Hij werd minister van Oorlog in het liberale kabinet-Röell in ruil voor de katholieke steun aan dat kabinet. Zijn belangrijkste beleidsdaden waren de Gewerenwet en de verplaatsing van artillerie-inrichting van Delft naar Amsterdam. Hij kwam net als zijn voorganger in conflict met koningin-regentes Emma en was twee jaar persona non grata aan het hof.